# DFB-Pokal der Frauen 2018-2019
La DFB Pokal der Frauen 2018-2019 è stata la 39ª edizione della Coppa di Germania, organizzata dalla federazione calcistica della Germania (Deutscher Fußball-Bund - DFB) e riservata alle squadre femminili che partecipano ai campionati di primo e secondo livello, rispettivamente 12 dalla Frauen-Bundesliga, 16 dalla 2. Frauen-Bundesliga, oltre a una selezione di una o due squadre provenienti dalla Regionalliga come completamento organico. Come per gli otto anni precedenti, la finale si disputerà al RheinEnergieStadion di Colonia. Il vincitore del torneo è stato il Wolfsburg, alla sua sesta Coppa conquistata, che ha battuto per 1-0, con una rete della polacca Ewa Pajor, le avversarie del Friburgo nella finale del 1º maggio 2019.

## Squadre partecipanti
Partecipano alla competizione 30 squadre: le 12 di Frauen-Bundesliga, le 16 di 2. Frauen-Bundesliga, una di Regionalliga e una di Verbandspokal.

### Frauen-Bundesliga
- 1. FFC Francoforte
- Bayern Monaco
- Colonia
- Friburgo
- Hoffenheim
- Jena
- MSV Duisburg
- Sand
- SGS Essen
- Turbine Potsdam
- Werder Brema
- Wolfsburg

### 2. Frauen-Bundesliga
- Andernach
- Arminia Bielefeld
- Cloppenburg
- Jahn Delmenhorst
- Gütersloh
- Henstedt-Ulzburg
- Herforder
- Bayer Leverkusen
- Borussia M'gladbach
- Hohen Neuendorf
- Schott Mainz
- Meppen
- Niederkirchen
- Saarbrücken
- Sindelfingen
- Hessen Wetzlar

### Regionalliga
- Weinberg

### Verbandspokal
- Forstern

## Date
| Fase        | Turno            | Andata              | Ritorno             |
| ----------- | ---------------- | ------------------- | ------------------- |
| Preliminari | 1º turno         | 11-12 agosto 2018   | 11-12 agosto 2018   |
| Preliminari | 2º turno         | 8-9 settembre 2018  | 8-9 settembre 2018  |
| Fase finale | Ottavi di finale | 17-18 novembre 2018 | 17-18 novembre 2018 |
| Fase finale | Quarti di finale | 13 marzo 2019       | 13 marzo 2019       |
| Fase finale | Semifinali       | 31 marzo 2019       | 31 marzo 2019       |
| Fase finale | Finale           | 1º maggio 2019      | 1º maggio 2019      |

## Calendario

### Ottavi di finale
Il sorteggio si è tenuto il 10 settembre, mentre gli incontri si sono disputati il 17 e 18 novembre 2018.
| Squadra 1         | Risultato   | Squadra 2           |
| ----------------- | ----------- | ------------------- |
| MSV Duisburg      | 1 - 3       | Turbine Potsdam     |
| Bayern Monaco     | 3 - 0       | Werder Brema        |
| Sand              | 1 - 2 (dts) | Hoffenheim          |
| Saarbrücken       | 2 - 3       | 1. FFC Francoforte  |
| Arminia Bielefeld | 1 - 2       | Bayer Leverkusen    |
| SGS Essen         | 0 - 4       | Friburgo            |
| Forstern          | 0 - 9       | Wolfsburg           |
| Herforder         | 0 - 3       | Borussia M'gladbach |

### Quarti di finale
Il sorteggio si è tenuto il 10 febbraio 2019. Gli incontri si sono disputati il 12 e 13 marzo 2019.
| Squadra 1           | Risultato | Squadra 2       |
| ------------------- | --------- | --------------- |
| Bayer Leverkusen    | 1 - 7     | Hoffenheim      |
| 1. FFC Francoforte  | 1 - 3     | Bayern Monaco   |
| Borussia M'gladbach | 1 - 6     | Friburgo        |
| Wolfsburg           | 4 - 0     | Turbine Potsdam |

### Semifinali
Il sorteggio si è tenuto il 14 marzo 2019.. Le due semifinali si sono giocate il 31 marzo 2019.
| Squadra 1     | Risultato | Squadra 2 |
| ------------- | --------- | --------- |
| Hoffenheim    | 0 - 2     | Friburgo  |
| Bayern Monaco | 0 - 4     | Wolfsburg |

### Finale
| Arbitro: | Kunkel (Amburgo) |

|           |           |  |
| Pajor 55’ | Marcatori |  |

## Classifica marcatrici
Elenco della classifica marcatrici della DFB-Pokal 2018-19. L'ordinamento è in base alle reti siglate e, in caso di parità, per ordine alfabetico.
| Posizione | Nazionalità        | Squadra           | Reti |
| --------- | ------------------ | ----------------- | ---- |
| 1         | Giulia Gwinn       | Friburgo          | 5    |
|           | Sandra Starke      | Friburgo          | 5    |
|           | Pernille Harder    | Wolfsburg         | 5    |
|           | Julia Matuschewski | Saarbrücken       | 5    |
|           | Sarah Grünheid     | Arminia Bielefeld | 5    |
|           | Zsanett Jakabfi    | Wolfsburg         | 5    |
|           | Nicole Billa       | Hoffenheim        | 5    |